# توان چهارم
در حساب و جبر، توان چهارم یک عدد مثل {\displaystyle n} (به انگلیسی: Fourth power) حاصل‌ضرب چهار نمونه از {\displaystyle n} در یکدیگر است:
{\displaystyle n^{4}=n\cdot n\cdot n\cdot n}
توان‌های چهارم همچنین از ضرب یک عدد در مکعب آن تشکیل می‌شوند. علاوه بر این، آن‌ها مربع کاملهای مربع نیز هستند.
دنبالهٔ توان چهارم اعداد صحیح، به‌صورت زیر است:
۰، ۱، ۱۶، ۸۱، ۲۵۶، ۶۲۵، ۱۲۹۶، ۲۴۰۱، ۴۰۹۶، ۶۵۶۱، ۱۰۰۰۰، ۱۴۶۴۱، ۲۰۷۳۶، ۲۸۵۶۱، ۳۸۴۱۶، ۵۰۶۲۵، ۶۵۵۳۶، ۸۳۵۲۱، ۱۰۴۹۷۶، ۱۳۰۳۲۱، ۱۶۰۰۰۰، ۱۹۴۴۸۱، ۲۳۴۲۵۶، ۲۷۹۸۴۱، ۳۳۱۷۷۶، ۳۳۱۷۷۶، 390625, 456976, 531441, 614656, 707281, 810000, … (دنباله A000583 در OEIS).

## خاصیت‌ها
آخرین رقم یک توان چهارم در سیستم اعداد ده‌دهی فقط می‌تواند ۰ (در واقع ۰۰۰۰)، ۱، ۵ (در واقع ۰۶۲۵)، یا ۶ باشد.
هر عدد صحیح مثبت را می‌توان به‌صورت مجموع حداکثر ۱۹ توان چهارم بیان کرد. هر عدد صحیح بزرگتر از ۱۳۷۹۲ را می‌توان به‌صورت مجموع حداکثر ۱۶ توان چهارم بیان کرد (به مسئله Waring مراجعه کنید).
فرما می‌دانست که یک توان چهارم نمی‌تواند مجموع دو توان چهارم دیگر باشد (حالت {\displaystyle n=4} در قضیهٔ آخر فرما). اویلر حدس زد که توان چهارم را نمی‌توان به عنوان مجموع سه توان چهارم نوشت، اما ۲۰۰ سال بعد، در سال ۱۹۸۶، الکیس این را رد کرد:
{\displaystyle 20615673^{4}=18796760^{4}+15365639^{4}+2682440^{4}.}
الکیس نشان داد که بی‌نهایت مثالهای متقابل دیگری برای توان چهارم وجود دارد که برخی از آن‌ها عبارتند از:
{\displaystyle 2813001^{4}=2767624^{4}+1390400^{4}+673865^{4}} (آلن مک لئود)
{\displaystyle 8707481^{4}=8332208^{4}+5507880^{4}+1705575^{4}} (دی جی برنشتاین)
{\displaystyle 12197457^{4}=11289040^{4}+8282543^{4}+5870000^{4}} (دی جی برنشتاین)
{\displaystyle 16003017^{4}=14173720^{4}+12552200^{4}+4479031^{4}} (دی جی برنشتاین)
{\displaystyle 16430513^{4}=16281009^{4}+7028600^{4}+3642840^{4}} (دی جی برنشتاین)
{\displaystyle 422481^{4}=414560^{4}+217519^{4}+95800^{4}} (راجر فرای، ۱۹۸۸)
{\displaystyle 638523249^{4}=630662624^{4}+275156240^{4}+219076465^{4}} (آلن مک‌لئود، ۱۹۹۸)

## معادلات حاوی توان چهارم
معادلات درجهٔ چهارم که دارای یک چند جمله‌ای درجهٔ چهارم (اما نه بالاتر) هستند، بر اساس قضیهٔ آبل-روفینی، بالاترین درجهٔ معادلات دارای راه‌حل کلی با استفاده از رادیکال هستند.